# Sobrepelliz

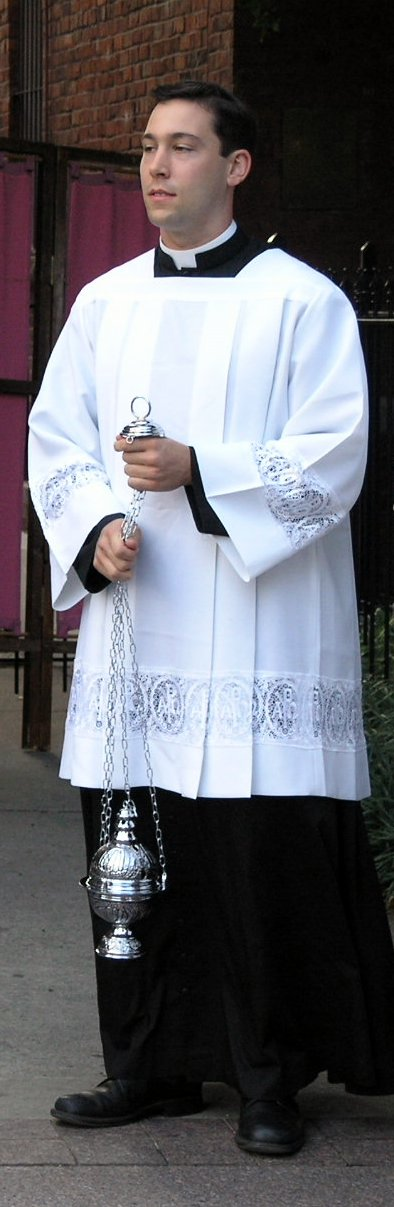
Turiferario con sobrepelliz

La sobrepelliz (del latín tardío superpelliceum, de super, "sobre" y pellicia, "prenda de piel") es una vestidura eclesiástica del cristianismo occidental de lino parecida al alba pero más corta y que se lleva sin ceñir al cuerpo. La sobrepelliz sirve para la administración de sacramentos desde el siglo XI. Esta se coloca sobre el hábito de los religiosos.
Su nombre tiene origen en los países del Norte de Europa en los que se llevó sobre los vestidos fabricados en piel. Su longitud, que al principio llegaba hasta los pies del oficiante, se fue acortando desde el siglo XIV y a lo largo del siglo XVII se redujo hasta poco más abajo de la cintura, acortándose las mangas y llenándose de rizos. Cuando éstas se suprimen, la sobrepelliz se convierte en colobium o garnacha.
Su evolución a lo largo de los años dio lugar a divergencias formales según regiones: en algunos lugares perdió las mangas como se ha dicho, en otros éstas tomaron la forma de largas alas, en muchas ocasiones se hicieron completamente de encaje e incluso de tul, en otros casos su largo se redujo hasta quedar por encima de la cintura, a veces tomó la forma de una amplia muceta redonda.
No debe confundirse con el roquete, aunque a veces se nombre a ésta con ese nombre y se usen como sinónimos, no lo son en realidad, a pesar de ser vestiduras similares. El roquete es una prenda únicamente episcopal, sin embargo la sobrepelliz es común a toda la clericatura, hasta el punto de que se pueden usar juntas. Su diferencia básica está en las mangas.